# Benest
Benest (okzitanisch Benais) ist ein Ort und eine Gemeinde mit 307 Einwohnern (Stand 1. Januar 2022) im westfranzösischen Département Charente in der Region Nouvelle-Aquitaine. Die Gemeinde besteht aus mehreren Weilern und Einzelgehöften.

## Lage
Der Ort Benest liegt etwa einen Kilometer südlich des Flusses Charente in einer Höhe von etwa 157 m ü. d. M. im Norden der alten Kulturlandschaft des Angoumois in geringer Entfernung zum Département Vienne und damit zur historischen Provinz Poitou. Der Ort ist etwa 62 km (Fahrtstrecke) in nordöstlicher Richtung von der Stadt Angoulême entfernt; bis nach Poitiers sind es rund 73 km in nördlicher Richtung.

## Bevölkerungsentwicklung
| Jahr      | 1800 | 1851 | 1901 | 1954 | 1999 | 2018 |
| Einwohner | 1262 | 1466 | 1282 | 867  | 382  | 311  |

Der kontinuierliche Bevölkerungsrückgang im 20. Jahrhundert ist im Wesentlichen auf die Folgen der Reblauskrise im Weinbau und die zunehmende Mechanisierung der Landwirtschaft zurückzuführen.

## Wirtschaft
Der Ort und seine Umgebung waren jahrhundertelang landwirtschaftlich geprägt; die meisten Menschen lebten als Selbstversorger von den Erträgen ihrer Felder und Gärten; auch Viehzucht wurde in geringem Umfang betrieben. Im Ort selbst ließen sich auch Handwerker und Kleinhändler nieder. Im ausgehenden Mittelalter und in der frühen Neuzeit wurde der Weinbau vorangetrieben, der jedoch – nach der Reblauskrise im ausgehenden 19. und beginnenden 20. Jahrhundert – nur noch geringe Bedeutung hat. Im 18. und 19. Jahrhundert wurden auf dem Gemeindegebiet größere Tontöpfe (ponnes) hergestellt, die in weiten Teilen Südwestfrankreichs sehr beliebt waren. Seit den 1960er Jahren spielt der Tourismus in Form der Vermietung von Ferienwohnungen (gîtes) eine nicht unbedeutende Rolle im Wirtschaftsleben der Gemeinde.

## Geschichte
In  der Antike gehörte die Region zum Siedlungsgebiet der keltischen Piktonen, die von Caesar im Verlauf des Gallischen Krieges unterworfen wurden.
Aus einer Urkunde des Jahres 1153 geht hervor, dass der Ort ein Priorat der Abtei Charroux war; später bildete er eine Exklave der historischen Provinz des Poitou auf dem Gebiet der Charente. Auf dem Friedhof wurden mehrere Kalksteinsarkophage entdeckt, deren Material aus der Umgebung von Angoulême stammt. Gemäß einer lokalen Überlieferung wurden die Einwohner von Benest von Karl dem Großen als Dank für ihre Treue von jeglichen Abgaben befreit – ein Privileg, welches später bei seinem Amtsantritt vom jeweiligen französischen König bestätigt werden musste. Eine diesbezügliche Inschrift aus der Zeit Franz’ I. ist noch heute an der Kirchenwand zu sehen.

## Sehenswürdigkeiten
- Die ehemalige Prioratskirche und heutige Pfarrkirche Saint-Justinien ist ein einschiffiger  tonnengewölbter romanischer Bau des 12. Jahrhunderts mit späteren Veränderungen – so wurde das Kirchenschiff im 19. Jahrhundert um etwa 1,50 m erhöht und eingewölbt. Während weite Teile des Kirchenbaus und der Apsis aus nur wenig bearbeiteten Bruchsteinen errichtet sind bestehen die Außenarkaden auf der Südseite des Langhauses und der wahrscheinlich erst im 15. Jahrhundert hinzugefügte Vierungsturm aus exakt behauenem Steinmaterial. Einige Teile der burgartig befestigten ehemaligen Prioratsgebäude sind noch erhalten. Der Kirchenbau wurde im Jahr 1984 als Monument historique eingestuft.[2] Die im 18. Jahrhundert entstandene Figur einer ‚Muttergottes mit Kind‘ ist gesondert als Monument historique anerkannt.[3]

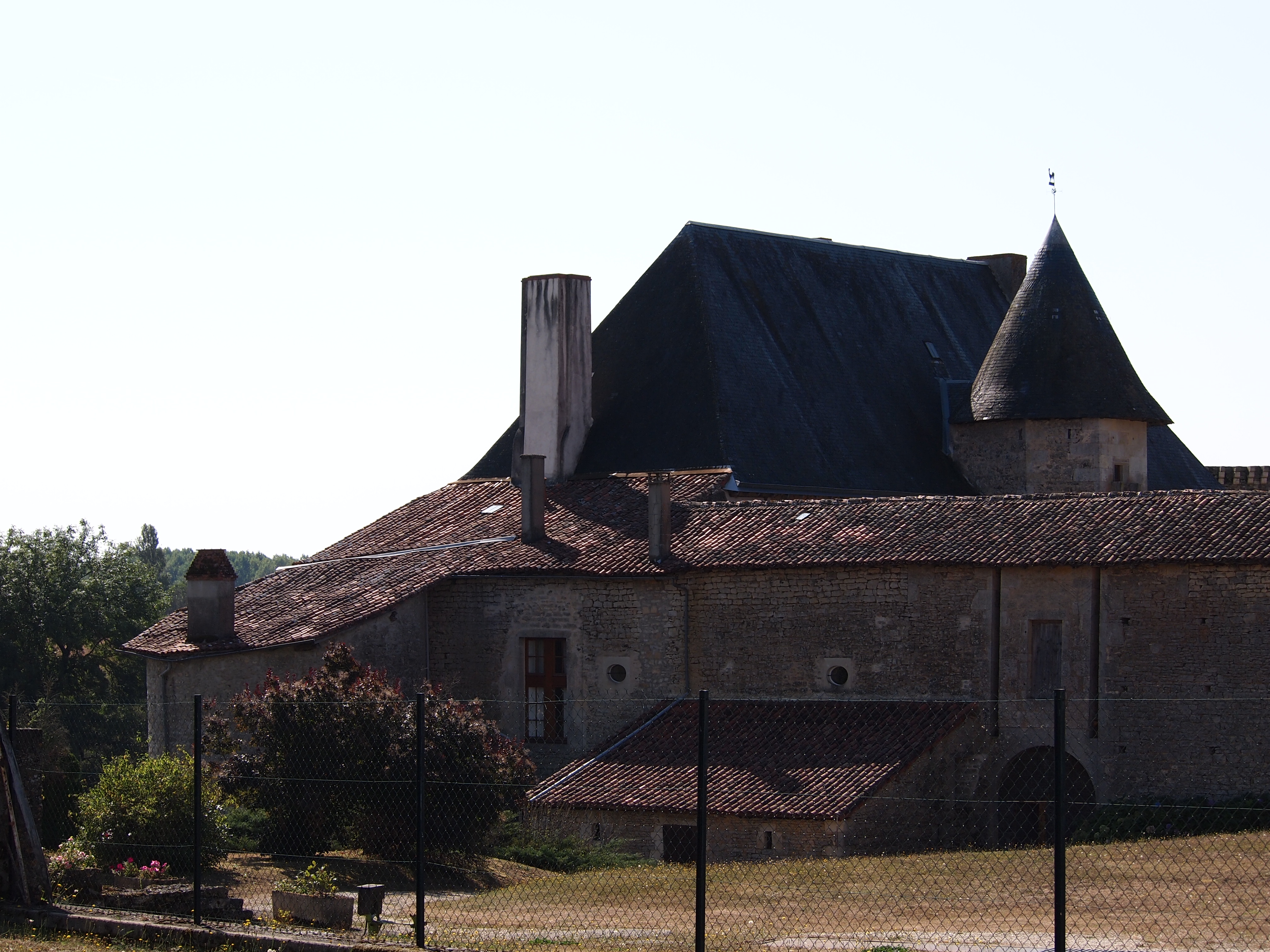
Château d’Ordières

- Einige der ehemaligen Töpfereien sind im Ort noch zu sehen.

außerhalb
- Das Château d’Ordières befindet sich rund 2 km entfernt auf dem Nordufer der Charente (Koordinaten:46/03/00.72/N und 0/28/23.52/E). Das mit einem runden Treppenturm versehene Bauwerk stammt ursprünglich aus dem 15. Jahrhundert; es wurde jedoch im 17. Jahrhundert im Innern verändert. Das in Privatbesitz stehende Landschloss ist seit dem Jahr 1989 als Monument historique eingestuft.[4]
- Das Château de la Borderie aus dem 16. Jahrhundert mit einem Neubau des 19./20. Jahrhunderts steht seit dem Jahr 2003 ebenfalls unter Denkmalschutz.[5]